# جرج بارنز (فیلم‌بردار)
جرج بارنز (انگلیسی: George Barnes؛ ۱۶ اکتبر ۱۸۹۲ – ۳۰ مهٔ ۱۹۵۳) یک مدیر فیلم‌برداری اهل ایالات متحده آمریکا بود.
وی همچنین برنده جوایزی همچون جایزه اسکار بهترین فیلمبرداری شده‌است.

## گزیده فیلمشناسی
- جاده بالی (۱۹۵۲)
- سوارکاری در اوج (۱۹۵۰)
- ربه‌کا (۱۹۴۰)
- زن بدنام (۱۹۳۷)
- سامسون و دلیله (۱۹۴۹)
- خواهر کنی (۱۹۴۶)
- متجاوز (۱۹۲۹)
- هیچ جز قلب تنها (۱۹۴۴)
- محکوم (۱۹۲۹)
- بولداگ درومند (فیلم ۱۹۲۹) (۱۹۲۹)
- طلسم‌شده (۱۹۴۵)
- زنگ‌های کلیسای مریم مقدس (۱۹۴۵)
- نیروی اهریمن (۱۹۴۸)
- جشن فوتلایت (۱۹۳۳)
- پیاده‌روی لاس‌زنی (۱۹۳۴)
- بزرگترین نمایش روی زمین (۱۹۵۲)
- مریلند (۱۹۴۰)
- کابوس (۱۹۴۲)
- پالی هنرمند سیرک (۱۹۳۲)
- شرلوک هولمز (۱۹۳۲)
- عقاب (۱۹۲۵)
- جین ایر (۱۹۴۳)
- جسی جیمز (۱۹۳۹)
- ملاقات با جان دو (۱۹۴۱)
- سندباد دریانورد (۱۹۴۷)
- جویندگان طلا در سال ۱۹۳۵ (۱۹۳۵)
- شاهزاده و گدا (۱۹۳۷)
- عملیات نجات (۱۹۲۹)
- هتل هالیوود (۱۹۳۷)
- عزا برازنده الکتراست (۱۹۴۷)
- جنگ دنیاها (۱۹۵۳)
- فقط برای تو (۱۹۵۲)
- اسمارتی (۱۹۳۴)
- ماردی گرا (۱۹۴۳)